# Ronald Wimberly
Ronald Wimberly (né le 28 avril 1979 à Washington (DC)) est un auteur de bande dessinée américain.

## Biographie
Né à Washington (DC), Ronald Wimberly s'installe en 1997 à Brooklyn pour suivre des études à l'institut Pratt. En 2005, il commence à travailler pour Vertigo, qui publie en 2007 son premier ouvrage, Sentences, mémoires en bande dessinée du rappeur MF Grimm. Vertigo publie ensuite son adaptation du roman de Ray Bradbury La Foire des ténèbres (2011) et sa première œuvre originale, Prince of Cats (en) (2012).
Il travaille ensuite dans l'animation et la publicité, tout en continuant à collaborer à de nombreux collectifs. En 2014 et 2015, il est en résidence à la Maison des auteurs du CIBDI d'Angoulême. En 2016, il reprend pour le site Stela une de ses premières séries, GratNin. À la même période, il rejoint Image Comics, qui prévoit de rééditer ses anciennes séries et de publier ses nouvelles.

## Prix
- 2008 : prix Glyph (en) de la meilleure histoire et de la meilleure couverture pour Sentences[3]

## Publications en français
- Sentences : La Vie de MF Grimm (dessin), avec Percy Carey (scénario), Dargaud, 2009  (ISBN 978-2-205-06184-0).
- Prince of Cats, Dargaud, 2019  (ISBN 978-2-205-07940-1).